# SC Lauental
Der SC Lauental war ein deutscher Sportverein aus dem Danziger Stadtteil Lauental (heute Letnica). Die Fußballabteilung spielte im Sportgau Ostpreußen.

## Geschichte
Das Gründungsjahr des Vereins ist nicht überliefert, er spielte im Ligensystem des Baltischen Rasen- und Wintersport-Verbandes (BRWV). 1930/31 wurde der SC Lauental Sieger der drittklassigen B-Klasse Kreis II Danzig und stieg dadurch in die zweitklassige A-Klasse Kreis II Danzig auf. In der A-Klasse Danzig 1932/33, die witterungsbedingt bereits ab Herbst 1931 ausgespielt wurde, erreichte der SC Lauental den ersten Tabellenplatz und durfte somit in die erstklassige Kreisliga Danzigs aufsteigen. 1932 wurde dann bereits die Kreisliga zur Spielzeit 1933/34 ausgespielt, Lauental wurde Fünftplatzierter. Diese vorzeitigen Austragungen der einzelnen Kreisligen innerhalb des BRWVs gingen in Danzig so weit, dass bereits Anfang 1933 die Kreisliga Danzig für die etwaige Spielzeit 1934/35 ausgetragen wurde. Hier erreichte der SC Lauenthal hinter der SV Schupo Danzig und dem SV Neufahrwasser den dritten Tabellenrang.
Inzwischen wurden jedoch die einzelnen Fußballverbände nach Machtübernahme der Nationalsozialisten 1933 aufgelöst und durch Sportgaue ersetzt, so dass es keine baltischen Fußballendrunden für die Spielzeiten 1933/34 und 1934/35 gab. Für die Qualifikation zur neu eingeführte Gauliga Ostpreußen wurden dennoch die Tabellenstände aus der Kreisliga Danzig, die ursprünglich für die Endrunde 1934/35 gezählt hätten, herangezogen. Durch den dritten Tabellenplatz qualifizierte sich der SC Lauental für die zweitklassige Bezirksklasse IV Danzig-Marienwerder innerhalb des Fußballgaus Ostpreußens. Bedingt durch die Umstrukturierung der Gauliga Ostpreußen zur Spielzeit 1935/36, die feste Gauliga wurde aufgelöst und es qualifizierten sich jährlich die jeweils zwei besten Vereine der vier zweitklassigen Bezirksklassen für eine im Rundenturnier ausgetragene Gaumeisterschaft, bestand für Lauental als Mitglied der Bezirksklasse Danzig-Marienwerder nun die Möglichkeit, sich für die Gaumeisterschaften zu qualifizieren. Der Verein wurde jedoch abgeschlagen Letzter und stieg in die drittklassige 1. Kreisklasse Kreis I Danzig ab. Dort zog der SC Lauental seine Mannschaft zurück und wurde aus der Tabelle gestrichen und spielte die Saison 1937/38 in der viertklassigen 2. Kreisklasse Danzig, in der der sofortige Wiederaufstieg gelang. Doch auch die Saison 1938/39 beendete der Verein nicht, wegen zweimaligem Nichtantreten wurde der SC Lauental aus der Tabelle der 1. Kreisklasse Danzig 1938/39 gestrichen. Ein Spielbetrieb nach Beginn des Zweiten Weltkrieges ist nur noch 1944/45 überliefert, als der Verein in der zweitklassigen Kreisgruppe Danzig spielte.
Nach dem Zweiten Weltkrieg wurde Danzig unter polnische Verwaltung gestellt. Der SC Lauental wurde, sofern noch existierend, spätestens zu diesem Zeitpunkt wie alle übrigen deutschen Vereine und Einrichtungen, zwangsaufgelöst.